# Mój bohater
Mój bohater (ang. My Hero, 2000–2006) – brytyjski serial komediowy nadawany przez stację BBC One od 4 lutego 2000 roku do 10 września 2006 roku. W Polsce nadawany na kanale BBC Entertainment oraz od 9 kwietnia 2011 roku w Comedy Central Family.

## Fabuła
Szczęśliwe życie George’a Sundaya (Ardal O’Hanlon) i jego ukochanej żony Janet (Emily Joyce) zakłóca drobny fakt, iż George jest superbohaterem ThermoManem. Pochodzący z planety Ultron nie zna ludzkich zwyczajów, co prowadzi do wielu zabawnych sytuacji. W dodatku teściowie, niemający pojęcia, kim jest ich zięć, uważają go za wariata.

## Obsada
- Ardal O’Hanlon jako George Sunday / ThermoMan
- Emily Joyce jako Janet Charlotte Sunday/Dawkins
- Finlay Stroud jako Apollo „Ollie” Sunday
- Madeline Mortimer jako Cassandra „Cassie” Sunday
- Hugh Dennis jako Piers Crispin
- Lou Hirsch jako Arnie
- Geraldine McNulty jako pani Raven
- Tim Wylton jako Stanley Dawkins
- Lill Roughley jako Ella Dawkins
- Philip Whitchurch jako Tyler
- Moya Brady jako April